# Гандж-Алі-Сара
Гандж-Алі-Сара (перс. گنج علي سرا) — село в Ірані, у дегестані Лат-Лайл, у бахші Отаквар, шагрестані Лянґаруд остану Ґілян. За даними перепису 2006 року, його населення становило 45 осіб, що проживали у складі 14 сімей.

## Клімат
Середня річна температура становить 14,44 °C, середня максимальна – 28,45 °C, а середня мінімальна – 0,32 °C. Середня річна кількість опадів – 998 мм.
| Клімат поселення                              | Клімат поселення | Клімат поселення | Клімат поселення | Клімат поселення | Клімат поселення | Клімат поселення | Клімат поселення | Клімат поселення | Клімат поселення | Клімат поселення | Клімат поселення | Клімат поселення | Клімат поселення |
| Показник                                      | Січ.             | Лют.             | Бер.             | Квіт.            | Трав.            | Черв.            | Лип.             | Серп.            | Вер.             | Жовт.            | Лист.            | Груд.            |                  |
| Середній максимум, °C                         | 11,90            | 11,51            | 12,67            | 17,46            | 21,58            | 26,82            | 28,45            | 28,32            | 24,00            | 20,82            | 16,62            | 12,34            |                  |
| Середня температура, °C                       | 6,30             | 5,90             | 7,10             | 11,88            | 16,00            | 21,24            | 24,17            | 24,03            | 19,72            | 16,56            | 12,34            | 8,08             |                  |
| Середній мінімум, °C                          | 0,72             | 0,32             | 1,51             | 6,30             | 10,42            | 15,66            | 19,89            | 19,76            | 15,45            | 12,28            | 8,06             | 3,80             |                  |
| Норма опадів, мм                              | 89               | 77               | 83               | 50               | 47               | 32               | 31               | 49               | 108              | 175              | 140              | 117              |                  |
| Середньомісячна швидкість вітру, м/с          | 2.30             | 2.52             | 2.51             | 2.43             | 2.30             | 2.18             | 2.55             | 2.21             | 2.02             | 2.10             | 2.08             | 2.18             |                  |
| Середньомісячна сонячна радіація, кДж/м²·день | 7236             | 9335             | 11272            | 15503            | 19359            | 21161            | 21927            | 18704            | 15292            | 10973            | 8801             | 6863             |                  |
| --------------------------------------------- | ---------------- | ---------------- | ---------------- | ---------------- | ---------------- | ---------------- | ---------------- | ---------------- | ---------------- | ---------------- | ---------------- | ---------------- | ---------------- |
| Джерело:                                      |                  |                  |                  |                  |                  |                  |                  |                  |                  |                  |                  |                  |                  |